# Vila Jacuí
Vila Jacuí é um distrito situado na Zona Leste do município de São Paulo.
É na Vila Jacuí que encontra-se um dos campi da Universidade Cruzeiro do Sul, em frente à Praça Fortunato da Silveira. Também nesse local se encontram o Fórum Regional de São Miguel Paulista e a Subprefeitura de São Miguel Paulista.
O distrito de Vila Jacuí, juntamente com os distritos de São Miguel Paulista e Jardim Helena, compõe a área de jurisdição da Subprefeitura de São Miguel Paulista.
O bairro Vila Jacuí está em crescimento acelerado com muitos restaurantes, bares, baladas, e novos pequenos comércios; porém, o distrito apresenta o 17º pior IDH entre todos os distritos de São Paulo.

## Demografia
Evolução demográfica do distrito de Vila Jacuí

## Bairros
- Conjunto Araucária
- Jardim Alto Pedroso
- Jardim da Casa Pintada
- Jardim das Camélias
- Jardim Matarazzo
- Jardim Planalto
- Jardim Pedro José Nunes
- Jardim Ruth
- Jardim Santa Maria
- Jardim Santana
- Jardim São Carlos
- Limoeiro
- Parque Cruzeiro do Sul
- Vila Amália
- Vila Carolina
- Vila Jacuí
- Vila Monte Santo
- Vila Norma
- Vila Reis
- Vila Santa Inês
- Vila Síria
- União de Vila Nova

## Distritos e municípios limítrofes
- Cumbica - Guarulhos (Norte)
- Ermelino Matarazzo (Oeste)
- Itaquera (Sul)
- Ponte Rasa (Oeste)
- São Miguel Paulista (Leste)